# 李瑞麟 (药物合成专家)
李瑞麟（1928年9月4日—2012年4月12日），上海人，中国化学合成及药物合成专家，上海市计划生育科学研究所研究员，中国工程院院士。

## 生平
1996年，荣获中国工程院院士。